# تروفيو بولينسا-أندراتكس 2023
تروفيو بولينسا-أندراتكس 2023 (بالإسبانية: Trofeo Andratx-Mirador D'es Colomer 2023)‏ هو سباق دراجات هوائية من فئة  سباق يوم واحد، وهو الموسم الثاني والثلاثين من تروفيو بولينسا-أندراتكس ‏، وأقيم في 27 يناير 2023 ضمن سباقات طواف أوروبا للدراجات 2023.
فاز بالمركز الأول Kobe Goossens ‏، وفاز بالمركز الثاني Pelayo Sánchez ‏، وفاز بالمركز الثالث Lennert Van Eetvelt ‏.

## الفرق
| فرق عالمية (8)- Bora-Hansgrohe - Cofidis - EF Education-EasyPost - Intermarché-Circus-Wanty - Movistar Team - Soudal Quick-Step - Arkéa-Samsic - UAE Team Emirates فرق برو (8)- برجس بي إتش 2023 ‏ - كاجا رورال-سيغوروس 2023 ‏ - Equipo Kern Pharma ‏ - فريق إيولو كوميت لركوب الدراجات 2023 ‏ - أوسكالتيل أوسكادي 2023 ‏ - Human Powered Health - Israel-Premier Tech - سبورت فلاندرين بالويس ‏ فرق قارية (2)- إلكترو هايبر يوروبا ‏ - Project Echelon Racing ‏ فريق وطني- فريق إسبانيا لركوب الدراجات للرجال ‏ |  |
| |  |

## التصنيف العام النهائي
| التصنيف العام         | التصنيف العام        | التصنيف العام                      | التصنيف العام | التصنيف العام |
| العداء                | العداء               | الفريق                             | الوقت         |               |
| --------------------- | -------------------- | ---------------------------------- | ------------- | ------------- |
| 1                     | Kobe Goossens ‏       | Intermarché-Circus-Wanty           | 4 س 07 د 00 ث |               |
| 2                     | Pelayo Sánchez ‏      | برجس بي إتش ‏                       | + 39 ث        |               |
| 3                     | Lennert Van Eetvelt ‏ | Lotto Dstny                        | + 40 ث        |               |
| 4                     | Alessio Martinelli ‏  | Green Project-Bardiani CSF-Faizanè | + 40 ث        |               |
| 5                     | Roger Adrià ‏         | Equipo Kern Pharma ‏                | + 40 ث        |               |
| 6                     | Fernando Barceló ‏    | كاجا رورال-سيغوروس ‏                | + 44 ث        |               |
| 7                     | باتريك كونراد        | بورا هانسغروه                      | + 44 ث        |               |
| 8                     | Louis Barré ‏         | اركيا سامسيك                       | + 48 ث        |               |
| 9                     | غونزالو سيرانو       | موفيستار                           | + 50 ث        |               |
| 10                    | إيمانويل بوخمان      | بورا هانسغروه                      | + 53 ث        |               |
|                       |                      |                                    |               |               |
| مصدر: ProCyclingStats |                      |                                    |               |               |

## وصلات خارجية
- لمحة عن سباق تروفيو بولينسا-أندراتكس 2023 على موقع  ProCyclingStats   (برو  سايكلنج  ستاتس) - إحصاءات  محترفي  الدراجات.
- تروفيو بولينسا-أندراتكس 2023 على موقع إحصائيات الدراجات الإحترافية (الإنجليزية)